# Štefanov
Štefanov est un village de la région de Trnava, en Slovaquie.

## Histoire
La première mention écrite du village date de 1392.

## Démographie

### Évolution de la population
| Année:               | 1994. | 2004.   | 2014.   | 2024.   |
| -------------------- | ----- | ------- | ------- | ------- |
| Nombre de personnes: | 1638  | 1621    | 1680    | 1595    |
| Différence:          |       | -1,03 % | +3,63 % | -5,05 % |

| Année:               | 2023. | 2024.   |
| -------------------- | ----- | ------- |
| Nombre de personnes: | 1589  | 1595    |
| Différence:          |       | +0,37 % |